# ジョー・エノック
ジョー・エノック（Joe Enochs、1971年9月1日 - ）は、アメリカ合衆国・カリフォルニア州ペタルーマ出身の元同国代表サッカー選手。現サッカー指導者。現役時代のポジションはMF。現在は2.ブンデスリーガ・SSVヤーン・レーゲンスブルクの監督を務めている。

## 大学時代
エノックはカリフォルニア州立大学サクラメント校に通い、1989年から1992年までサクラメント・ステート・ホーネッツをプレーし、71試合で9ゴールと15アシストでサクラメント州立大学で4年間を終えた。

## クラブ経歴

### サンフランシスコ・ユナイテッド・オールブラックス
1993年、サクラメント州立大学でのキャリアを終えた後、エノックはUSLリーグ1（USL1）サンフランシスコ・ユナイテッド・オールブラックスと契約し、1994年の夏までプレーした。

### FCザンクトパウリ
1994年、エノックはサクラメント州立大学の元チームメイト、マーク・バエナから電話を受け、バエナはドイツでプレーしていて、ルームメイトを探した。エノックはバエナの申し出を受け入れることを決め、ドイツに移住した。エノックは「（ドイツでの）最初の1年が終わったら帰ってくるつもりだったんだけど、楽しすぎてたんだ。」と説明した。エノックはFCザンクトパウリと契約し、オーバーリーガのアマチュアファームチームに配置した。
1995-96シーズン、エノックとチームメイトに3部リーグのレギオナルリーガ・ノルトに移籍し、34試合に出場して1ゴールを記録した。
1996年、元FCザンクトパウリのアンドレアス・マイヤーがファシリテートを務めるノルウェーのエリテセリエン・スターベクIFでトライアルに参加した。彼はFCザンクトパウリのトップチームでのポジションをオファーされるほどの活躍を見せましたが、1996年に3部リーグのVfLオスナブリュックに移籍することを決めました。

### VfLオスナブリュック
エノックはすぐにVfLオスナブリュックで地位を確立し、1996-97シーズンには30試合に出場した。彼はチームの共同キャプテンに選ばれたため、シーズンに39試合未満プレーしたことはなかった。
2000年、VfLオスナブリュックは2部リーグの2.ブンデスリーガへの昇格を果たしましたが、翌シーズンには3部リーグに降格し、2003年と2007年に再び昇格を果たしましたが、今回はシーズン最終戦で降格した。エノックは2007年5月19日に行われた試合数でクラブ記録を更新した。
2007年6月、彼は契約を1年間延長した。
エノックは、2004-05シーズンのDFBポカール2回戦で、最終的にカップ戦を制したFCバイエルン・ミュンヘン戦でのゴールにより、2004年9月にドイツのテレビ局ARDのスポーツハウから「月間最優秀ゴール賞」を受賞した。
2007-08シーズンの初めに、彼のクラブはスタジアムの西スタンドに子供向けの特別セクションを開設し、現役引退した。

## 代表歴
アメリカ代表としては、2001年6月7日のエクアドル戦とのスコアレスタイで唯一のキャップを獲得した。エノックは後半62分にトニー・サンネに途中交代で出場し、彼は衝突時に額に傷を負い、91分に試合を去った。リッチー・ウィリアムズが彼のために出場した。

## 指導者経歴

### VfLオスナブリュック
2008年7月1日、VfLオスナブリュック II監督を就任。
2011年3月21日、2. ブンデスリーガのVfLオスナブリュック監督を途中解任されたカーステン・バウマンの後任として暫定監督。
2015年8月24日、3.リーガのVfLオスナブリュック監督を途中解任されたマイク・ヴァルプルギスの後任としてトップチーム監督を就任。
2017年10月4日、成績不振でVfLオスナブリュック監督を解任。

### FSVツヴィッカウ
2018年7月1日、3. リーガのFSVツヴィッカウの監督として契約し就任。
2023年2月6日、成績不振でFSVツヴィッカウ監督を解任。

### SSVヤーン・レーゲンスブルク
2023年5月10日、2. ブンデスリーガのSSVヤーン・レーゲンスブルク監督を就任。

## 私生活
エノックは、ブラインドデートを通じてドイツに到着した数か月後に、妻のグニラと出会いました。それが結婚につながり、娘のエミリーが誕生しました。
エノックは、アメリカのMLB・デトロイト・タイガースの選手スペンサー・トーケルソンの叔父。
2008年、エノックスはオスナブリュックの歴史的な部分にバーをオープンしました。

## 監督成績
2023年11月12日現在現在
| クラブ                      | 国         | 就任          | 退任          | 記録 | 記録 | 記録 | 記録 | 記録 | 記録 | 記録 | 記録   |
| クラブ                      | 国         | 就任          | 退任          | 試   | 勝   | 分   | 敗   | 得   | 失   | 差   | 勝率   |
| --------------------------- | ---------- | ------------- | ------------- | ---- | ---- | ---- | ---- | ---- | ---- | ---- | ------ |
| オスナブリュック II         | ドイツの旗 | 2008年7月1日  | 2011年3月22日 | 93   | 39   | 25   | 29   | 154  | 123  | +31  | 041.94 |
| オスナブリュック (暫定監督) | ドイツの旗 | 2011年3月22日 | 2011年4月11日 | 2    | 0    | 2    | 0    | 2    | 2    | +0   | 000.00 |
| オスナブリュック II         | ドイツの旗 | 2011年7月1日  | 2014年6月30日 | 90   | 39   | 24   | 27   | 179  | 118  | +61  | 043.33 |
| オスナブリュック            | ドイツの旗 | 2015年8月23日 | 2017年10月4日 | 92   | 39   | 26   | 27   | 124  | 104  | +20  | 042.39 |
| ツヴィッカウ                | ドイツの旗 | 2018年7月1日  | 2023年2月6日  | 187  | 66   | 53   | 68   | 278  | 242  | +36  | 035.29 |
| ヤーン・レーゲンスブルク    | ドイツの旗 | 2023年5月10日 | 現在          | 22   | 13   | 5    | 4    | 39   | 23   | +16  | 059.09 |
| 合計                        | 合計       | 合計          | 合計          | 486  | 196  | 135  | 155  | 776  | 612  | +164 | 040.33 |